# Полярна орбита
Полярна орбита е орбита, при която спътникът периодично преминава над двата полюса на централното тяло. Съответно инклинацията на орбитата е почти 90 градуса. Тъй като равнината на орбитата остава константна, а планетата се върти около оста си, то всяко следващо преминаване над екватора става при различна географска дължина. Това позволява плътно покриване на цялата повърхност на планетата.
Изкуствените спътници, които се намират в полярна орбита, често се използват за метеорологични и екологични наблюдения, както и при картографирането на отдалечени планети. В такива случаи обикновено се използват ниски орбити.